# Mailley-et-Chazelot
Mailley-et-Chazelot è un comune francese di 604 abitanti situato nel dipartimento dell'Alta Saona nella regione della Borgogna-Franca Contea.

## Società

### Evoluzione demografica
Abitanti censiti